# Roburent
Robilante là một đô thị tại tỉnh Cuneo trong vùng Piedmont của Italia, vị trí cách khoảng 90 km về phía nam của Torino và khoảng 10 km về phía tây nam của Cuneo. Tại thời điểm ngày 31 tháng 12 năm 2004, đô thị này có dân số 2.362 người và diện tích là 24.9 km².
Đô thị Robilante có các frazioni (đơn vị cấp dưới, chủ yếu là các làng) Tetto Pettavino, montassovà Tetto Chiappello.
Robilante giáp các đô thị: Boves, Roaschia, Roccavione và Vernante.